# Пелле Петтерссон
Пелле Петтерссон (швед. Pelle Petterson, 31 липня 1932) — шведський яхтсмен.
Срібний призер Олімпійських Ігор 1972 року в класі Зоряний, бронзовий призер 1964 року в класі Зоряний.
Чемпіон світу в класі Зоряний 1969 року, срібний призер 1974 року.
Чемпіон світу в класі 6 метрів 1977, 1979, 1983 років.
Срібний призер Чемпіонату світу в класі Солінґ 1969 року.